# Алеш Гемський
Алеш Гемський (чеськ. Aleš Hemský, нар. 13 серпня 1983, Пардубице) — чеський хокеїст, що грав на позиції крайнього нападника. В минулому гравець збірної команди Чехії.

## Ігрова кар'єра

### Клубна
Хокейну кар'єру розпочав на батьківщині 1999 року виступами за команду «Пардубице».
У 2000 році Алеш переїхав до Північної Америки, де розпочав виступи за команду «Галл Олімпікс» (ГЮХЛК). В дебютному сезоні набрав  у регулярному чемпіонаті 100 очок. Отримав трофей Майка Боссі, як найперспективніший гравець.
2001 року був обраний на драфті НХЛ під 13-м загальним номером командою «Едмонтон Ойлерс». Наступний сезон нападник також провів у складі «Галл Олімпікс» набравши 97 очок за сезон.
12 жовтня 2002 Гемський дебютує в НХЛ у складі «Едмонтон Ойлерс» в матчі проти «Нашвілл Предаторс». 4 січня 2003 закидає першу шайбу в кар'єрі в ворота «Монреаль Канадієнс».
У наступному сезоні провів 71 гру, набрав 34 очка. Під час локауту в сезоні 2004/05 виступав в Чехії за свою рідну команду «Пардубице».
Сезон 2005/06 Алеш відзначив кількома власними рекордами. Він набрав найбільшу кількість очок в регулярному чемпіонаті — 77. У плей-оф «нафтовики» дійшли до фіналу, де поступились в серії «Кароліні Гаррікейнс » 3:4. 
Влітку 2006 Гемський уклав новий контракт з «Ойлерс» на шість років і сумою на $ 24,60 мільйонів доларів. Сезон 2006/07 став не таким вдалим, як попередній через травму плеча. У сезоні 2007/08 Алеш набрав 71 очко, наступного сезону 66 очок. Через рецидив травми в сезоні 2009/10 Гемський зіграв лише 22 матчі.
У 2011 Алеш був серед обраних гравців на матч усіх зірок НХЛ, але не брав участь через травму. Саме через травму пропустив він початок наступного сезону, але між тим 21 березня 2012 він зробив свій перший хет-трик в матчі проти «Нашвілл Предаторс» (6:3).
5 березня 2014 Гемський був проданий до «Оттава Сенаторс», але не дійшов згоди щодо умов контракту на правах вільного агента перейшов до «Даллас Старс» з яким уклав контракт на три роки і сумою на $ 12 мільйонів доларів.

### Збірна
Був гравцем молодіжної збірної Чехії, у складі якої брав участь у 7 іграх.
У складі національної збірної Чехії чемпіон світу 2005, бронзовий призер Олімпійських ігор 2006 та бронзовий призер чемпіонату світу 2012.

## Нагороди та досягнення
- Учасник матчу усіх зірок НХЛ — 2011.

## Статистика

### Клубні виступи
| Сезон        | Клуб                 | Ліга         | Регулярний сезон | Регулярний сезон | Регулярний сезон | Регулярний сезон | Регулярний сезон | Плей-оф | Плей-оф | Плей-оф | Плей-оф | Плей-оф |
| Сезон        | Клуб                 | Ліга         | І                | Г                | П                | О                | ШХ               | І       | Г       | П       | О       | ШХ      |
| ------------ | -------------------- | ------------ | ---------------- | ---------------- | ---------------- | ---------------- | ---------------- | ------- | ------- | ------- | ------- | ------- |
| 1999–00      | «Пардубице»          | ЧЕ-мол.      | 52               | 24               | 50               | 74               | 90               | —       | —       | —       | —       | —       |
| 1999–00      | «Пардубице»          | ЧЕ           | 4                | 0                | 1                | 1                | 0                | —       | —       | —       | —       | —       |
| 2000–01      | «Галл Олімпікс»      | ГЮХЛК        | 68               | 36               | 64               | 100              | 67               | 5       | 2       | 3       | 5       | 2       |
| 2001–02      | «Галл Олімпікс»      | ГЮХЛК        | 53               | 27               | 70               | 97               | 86               | 10      | 6       | 10      | 16      | 6       |
| 2002–03      | «Едмонтон Ойлерс»    | НХЛ          | 59               | 6                | 24               | 30               | 14               | 6       | 0       | 0       | 0       | 0       |
| 2003–04      | «Едмонтон Ойлерс»    | НХЛ          | 71               | 12               | 22               | 34               | 14               | —       | —       | —       | —       | —       |
| 2004–05      | «Пардубице»          | ЧЕ           | 47               | 13               | 18               | 31               | 28               | 16      | 4       | 10      | 14      | 26      |
| 2005–06      | «Едмонтон Ойлерс»    | НХЛ          | 81               | 19               | 58               | 77               | 64               | 24      | 6       | 11      | 17      | 14      |
| 2006–07      | «Едмонтон Ойлерс»    | НХЛ          | 64               | 13               | 40               | 53               | 40               | —       | —       | —       | —       | —       |
| 2007–08      | «Едмонтон Ойлерс»    | НХЛ          | 74               | 20               | 51               | 71               | 34               | —       | —       | —       | —       | —       |
| 2008–09      | «Едмонтон Ойлерс»    | НХЛ          | 72               | 23               | 43               | 66               | 32               | —       | —       | —       | —       | —       |
| 2009–10      | «Едмонтон Ойлерс»    | НХЛ          | 22               | 7                | 15               | 22               | 8                | —       | —       | —       | —       | —       |
| 2010–11      | «Едмонтон Ойлерс»    | НХЛ          | 47               | 14               | 28               | 42               | 18               | —       | —       | —       | —       | —       |
| 2011–12      | «Едмонтон Ойлерс»    | НХЛ          | 69               | 10               | 26               | 36               | 43               | —       | —       | —       | —       | —       |
| 2012–13      | «Пардубице»          | ЧЕ           | 27               | 14               | 18               | 32               | 52               | —       | —       | —       | —       | —       |
| 2012–13      | «Едмонтон Ойлерс»    | НХЛ          | 38               | 9                | 11               | 20               | 16               | —       | —       | —       | —       | —       |
| 2013–14      | «Едмонтон Ойлерс»    | НХЛ          | 55               | 9                | 17               | 26               | 20               | —       | —       | —       | —       | —       |
| 2013–14      | «Оттава Сенаторс»    | НХЛ          | 20               | 4                | 13               | 17               | 4                | —       | —       | —       | —       | —       |
| 2014–15      | «Даллас Старс»       | НХЛ          | 76               | 11               | 21               | 32               | 16               | —       | —       | —       | —       | —       |
| 2015–16      | «Даллас Старс»       | НХЛ          | 75               | 13               | 26               | 39               | 20               | 13      | 1       | 3       | 4       | 2       |
| 2016–17      | «Даллас Старс»       | НХЛ          | 15               | 4                | 3                | 7                | 0                | —       | —       | —       | —       | —       |
| 2017–18      | «Монреаль Канадієнс» | НХЛ          | 7                | 0                | 0                | 0                | 10               | —       | —       | —       | —       | —       |
| Усього в НХЛ | Усього в НХЛ         | Усього в НХЛ | 845              | 174              | 398              | 572              | 353              | 43      | 7       | 14      | 21      | 16      |

### Збірна
| Рік                | Команда            | Турнір             | Місце              | І  | Г  | П  | О  | ШХ |
| ------------------ | ------------------ | ------------------ | ------------------ | -- | -- | -- | -- | -- |
| 2002               | Чехія              | МЧС                | 7-ме               | 7  | 3  | 6  | 9  | 6  |
| 2005               | Чехія              | ЧС                 | 1                  | 7  | 2  | 1  | 3  | 2  |
| 2006               | Чехія              | ОІ                 | 3                  | 8  | 1  | 2  | 3  | 2  |
| 2009               | Чехія              | ЧС                 | 6-те               | 7  | 2  | 4  | 6  | 4  |
| 2012               | Чехія              | ЧС                 | 3                  | 9  | 5  | 3  | 8  | 8  |
| 2014               | Чехія              | ОІ                 | 6-те               | 5  | 3  | 1  | 4  | 0  |
| 2016               | Чехія              | КС                 | 6-те               | 3  | 0  | 2  | 2  | 2  |
| Молодіжна збірна   | Молодіжна збірна   | Молодіжна збірна   | Молодіжна збірна   | 7  | 3  | 6  | 9  | 6  |
| Національна збірна | Національна збірна | Національна збірна | Національна збірна | 39 | 13 | 12 | 25 | 18 |